# Synthemis eustalacta
Synthemis eustalacta är en trollsländeart som först beskrevs av Hermann Burmeister 1839.  Synthemis eustalacta ingår i släktet Synthemis och familjen skimmertrollsländor. Inga underarter finns listade i Catalogue of Life.